# Idaea incalcarata
Idaea incalcarata là một loài bướm đêm trong họ Geometridae.